# Helena Hespanhol
Helena Canha Pinto Hespanhol.  es una botánica, brióloga, taxónoma, y profesora portuguesa.

## Carrera
Licenciada y doctora en Biología, por la Facultad de Ciencias, Universidad de Oporto; y, desde 2010, es investigadora post-doc en el Centro de Investigación en Biodiversidad y Recursos Genéticos de la misma casa de altos estudios (CIBIO-UP). Sus principales líneas de investigación se centran en el estudio de la Biodiversidad, Ecología y Conservación de la brioflora de Portugal. Otros intereses se resumen a la ecología de comunidades, en particular las comunidades expuestas briofíticas afloramientos rocosos, y la vigilancia del ambiente. Colaborando en varios proyectos con el objetivo de promover la difusión de brioflora.

## Algunas publicaciones
- helena Hespanhol, k. Cezón, a.m. Felicísimo, et al. 2015. How to describe species richness patterns for bryophyte conservation? Ecology & Evolution 5 (23): 5443–5455 DOI: 10.1002/ece3.1796

- c. Alves, c. Vieira, r. Almeida, helena Hespanhol. 2015. Genera as surrogates of bryophyte species richness and composition. Ecological Indicators 63: 82 - 88 doi: 10.1016/j.ecolind.2015.11.053.

- s.c. Aranda, helena Hespanhol, n. Homem, p.a.v. Borges, j.m. Lobo, r. Gabriel. 2015. The iterative process of plant species inventorying for obtaining reliable biodiversity patterns. Botanical Journal of the Linnean Society 177 (4): 491 - 503 doi: 10.1111/boj.12259 resumen.

- helena Hespanhol, g. Fabon, l. Monforte, j. Martinez-Abaigar, e. Nunez-Olivera. 2014. Among- and within-genus variability of the UV-absorption capacity in saxicolous mosses. Bryologist 117 (1): 1 - 9 doi: 10.1639/0007-2745-117.1.001 resumen

- j. Marques, helena Hespanhol, g. Paz-Bermudez, r. Almeida. 2014. Choosing between sides in the battle for pioneer colonization of schist in the Coa Valley Archaeological Park: a community ecology perspective. Journal of Archaeological Science 45: 196 - 206 doi: 0.1016/j.jas.2014.02.021

- c. Sergio, c.a. Garcia, c. Vieira, helena Hespanhol, manuela Sim-Sim, s. Stow, r. Figueira. 2014. Conservation of Portuguese red-listed bryophytes species in Portugal: Promoting a shift in perspective on climate changes. Plant Biosystems 148 (4): 837 - 850 doi: 10.1080/11263504.2014.949329

- l.t. Ellis, a.k. Asthana, r. Gupta, v. Nath, v. Sahu, h. Bednarek-Ochyra, r. Ochyra, b. Cykowska, s. Calvo Aranda, e. Fischer, r Gabriel, p. Górski, n. Gremmen, helena Hespanhol, l.e. Kurbatova, r.i. Lewis Smith, d.g. Long, d. Bell, f. Mogro, c. Sérgio, c.a. Garcia, s. Stow, a. Martins, v.r. Smith, j. Váa, a. Vanderpoorten. 2013. New national and regional bryophyte records, 34. Journal of Bryology 35 (1): 65 doi: 10.1179/1743282012Y.0000000042

- c.a. Garcia, c. Sérgio, s. Stow, c. Vieira, helena Hespanhol, manuela Sim-Sim, d. Long. 2013. An update on the distribution in mainland Portugal of bryophytes of the European Habitats Directive. Journal of Bryology 35 (4): 306 - 309 doi: 10.1179/1743282013Y.0000000071

- helena Hespanhol, c. Vieira, c. Garcia, c. Sérgio. 2013. New distribution data on Hedwigia striata (Wilson) Bosw., a forgotten and misplaced taxon, in Portugal. Boletín de la Sociedad Española de Briología 40 - 41: 49-53.

- c. Sérgio, c.a. Garcia, c. Vieira, helena Hespanhol. 2013. Stow S, New occurrence areas for species with phytogeographic importance for the Iberian Peninsula. Boletín de la Sociedad Española de Briología 40-41: 73 - 79.

- ----------, ------------, helena Hespanhol, c. Vieira, s. Stow, d. Long. 2012. Bryophyte diversity in the Peneda-Gerês National Park (Portugal): selecting Important Plant Areas (IPA) based on a new survey and past records. Bot. Complut. 36: 39 – 50 resumen.

- l.t. Ellis, a. Alegro, h. Bednarek-Ochyra, r. Ochyra, a. Bergamini, a. Cogoni, p. Erzberger, p. Górski, n. Gremmen, helena Hespanhol, c. Vieira, et al. 2012. New national and regional bryophyte records, 31. Journal of Bryology 34: 123 - 134. doi: 10.1179/1743282012Y.0000000009

- helena Hespanhol, a. Séneca, r. Figueira, c. Sérgio. 2011. Microhabitat effects on bryophyte species richness and community distribution on exposed rock outcrops in Portugal. Plant Ecology & Diversity 4: 251 - 264. doi: 10.1080/17550874.2011.616546

- j. Muñoz, helena Hespanhol, k. Cezón, a. Séneca. 2009. Grimmia horrida (Grimmiaceae) a new species from the Iberian Peninsula. Bryologist 112: 325 – 328 resumen.

- t.l. Blockeel, g. Abay, v.a. Bakalin, h. Bednarek-Ochyra, r. Ochyra, b. Çetin, e. Cykowska, e. Fuertes, helena Hespanhol, d.t. Holyoak, z. Hradílek, et al. 2008. New national and regional bryophyte records, 19. Journal of Bryology 30 3): 231 - 237 DOI:10.1179/174328208X300688 resumen.

### Libros
- c. Sérgio, c.a. Garcia, manuela Sim-Sim, c. Vieira, helena Hespanhol, s. Stow. 2013. Atlas e Livro Vermelho dos Briófitos ameaçados de Portugal (Atlas and Red Data Book of Endangered Bryophytes of Portugal). MUHNAC. Lisboa. 464 p. resumen.

### Cap. de libros
- p. Alves, c. Vieira, helena Hespanhol, j.a. Cabral, h. Vale-Gonçalves, p. Barros, p. Travassos, d. Carvalho, c. Silva, c. Gomes, r. Bastos, r. Santos, m. Santos, j.m. Grosso-Silva, f.b. Caldas. 2011. As florestas e a conservação da natureza e da biodiversidade no Norte de Portugal in Florestas no Norte de Portugal: História, Ecologia e Desafios de Gestão (eds. Tereso J, Honrado J, Pinto AT, Rego F).

## Honores

### Membresías
- Sociedad Española de Briología[8]
- La abreviatura «Hespanhol» se emplea para indicar a Helena Hespanhol como autoridad en la descripción y clasificación científica de los vegetales.[9]